# كلايد ستايسي
كلايد ستايسي (بالإنجليزية: Clyde Stacy)‏ هو موسيقي ومغني أمريكي، ولد في 11 أغسطس 1936 في يوفاولا في الولايات المتحدة، وتوفي في 6 نوفمبر 2013 في موسكوجي في الولايات المتحدة.